# Kanton Saint-Avold-2
Der Kanton Saint-Avold-2 war von 1984 bis 2015 ein französischer Wahlkreis im Arrondissement Forbach, im Département Moselle und in der Region Lothringen; sein Hauptort war Saint-Avold.

## Geografie
Der Kanton lag an der Grenze zum Saarland.

## Gemeinden
Der Kanton bestand aus sechs Gemeinden:
| Gemeinde      | Einwohner | Code postal | Code Insee |
| ------------- | --------- | ----------- | ---------- |
| Carling       | 3.736     | 57490       | 57123      |
| Hombourg-Haut | 9.486     | 57470       | 57332      |
| L’Hôpital     | 5.990     | 57490       | 57336      |
| Lachambre     | 731       | 57730       | 57373      |
| Macheren      | 2.809     | 57730       | 57428      |
| Saint-Avold   | 16.922(1) | 57500       | 57606      |

(1) Teil der Gemeinde